# Volta a Noruega 2017
La Volta a Noruega 2017, 7a edició de la Volta a Noruega, es va disputar entre el 17 i el 21 de maig de 2017 sobre un recorregut de 904,5 km repartits entre cinc etapes. La cursa formava part del calendari de l'UCI Europa Tour 2017, amb una categoria 2.HC.
El vencedor fou el noruec Edvald Boasson Hagen (Dimension Data) que s'imposà per quatre segons sobre l'australià Simon Gerrans (Orica-Scott). Boasson Hagen aconseguí també la victòria en dues etapes i la classificació per punts. En tercera posició finalitzà el també neerlandès Pieter Weening (Roompot-Nederlandse Loterij), vencedor de l'any anterior. En les altres classificacions secundàries Preben Van Hecke (Sport Vlaanderen-Baloise) guanyà la classificació de la muntanya, Tobias Foss (Joker Icopal) la dels joves i la el Lotto-Soudal fou el millor equip.

## Equips
Vint-i-un equips van prendre part en aquesta edició de la Volta a Noruega: cinc UCI WorldTeams, nou equips continentals professionals i set equips continentals.
| WorldTeams (5)- Cannondale-Drapac - Dimension Data - Lotto NL-Jumbo - Lotto-Soudal - Orica-Scott Equips continentals professionals (10)- Aqua Blue Sport - Caja Rural-Seguros RGA - CCC Sprandi Polkowice - Fortuneo-Vital Concept - Gazprom-RusVelo - Manzana Postobón - Roompot-Nederlandse Loterij - Sport Vlaanderen-Baloise - Verandas Willems-Crelan - WB-Veranclassic-Aqua Protect Equips continentals (6)- Coop - FixIT.no - Joker Icopal - Sparebanken Sør - Uno-X Hydrogen Development - VéloCONCEPT |
| |

## Etapes
| Etapa    | Data       | Ciutats d'etapa        | type              | Distància (km) | Vencedor de l'etapa  | Líder de la general  |
| -------- | ---------- | ---------------------- | ----------------- | -------------- | -------------------- | -------------------- |
| 1a etapa | 17 de maig | Hønefoss – Asker       | etapa accidentada | 169,4          | Edvald Boasson Hagen | Edvald Boasson Hagen |
| 2a etapa | 18 de maig | Eidsvoll – Brumunddal  | etapa plana       | 194,2          | Dylan Groenewegen    | Edvald Boasson Hagen |
| 3a etapa | 19 de maig | Hamar – Lillehammer    | etapa accidentada | 192,5          | Pieter Weening       | Pieter Weening       |
| 4a etapa | 20 de maig | Lillestrøm – Sarpsborg | etapa plana       | 193,8          | Dylan Groenewegen    | Pieter Weening       |
| 5a etapa | 21 de maig | Moss – Oslo            | etapa accidentada | 154,6          | Edvald Boasson Hagen | Edvald Boasson Hagen |

### Etapa 1
| \| Classificació de l'etapa \| Classificació de l'etapa \| Classificació de l'etapa \| Classificació de l'etapa \| Classificació de l'etapa \| \| Corredor \| Corredor \| Equip \| Temps \| \| \| ------------------------ \| ------------------------ \| --------------------------- \| ------------------------ \| ------------------------ \| \| 1r \| Edvald Boasson Hagen \| Dimension Data \| 4h 14' 01" \| \| \| 2n \| Tosh Van der Sande \| Lotto-Soudal \| + 0" \| \| \| 3r \| Simon Gerrans \| Orica-Scott \| + 0" \| \| \| 4t \| August Jensen \| Team Coop \| + 0" \| \| \| 5è \| Sander Armée \| Lotto-Soudal \| + 0" \| \| \| 6è \| Maxime Daniel \| Fortuneo-Vital Concept \| + 0" \| \| \| 7è \| Jeroen Meijers \| Roompot-Nederlandse Loterij \| + 0" \| \| \| 8è \| Rasmus Guldhammer \| VéloCONCEPT \| + 0" \| \| \| 9è \| Tony Gallopin \| Lotto-Soudal \| + 0" \| \| \| 10è \| Nick Schultz \| Caja Rural-Seguros RGA \| + 0" \| \| |                      |                             |            |
| |                      |                             |            |
| Font: ProCyclingStats |                      |                             |            |
| Classificació de l'etapa |                      |                             |            |
| Corredor | Corredor             | Equip                       | Temps      |
| 1r | Edvald Boasson Hagen | Dimension Data              | 4h 14' 01" |
| 2n | Tosh Van der Sande   | Lotto-Soudal                | + 0"       |
| 3r | Simon Gerrans        | Orica-Scott                 | + 0"       |
| 4t | August Jensen        | Team Coop                   | + 0"       |
| 5è | Sander Armée         | Lotto-Soudal                | + 0"       |
| 6è | Maxime Daniel        | Fortuneo-Vital Concept      | + 0"       |
| 7è | Jeroen Meijers       | Roompot-Nederlandse Loterij | + 0"       |
| 8è | Rasmus Guldhammer    | VéloCONCEPT                 | + 0"       |
| 9è | Tony Gallopin        | Lotto-Soudal                | + 0"       |
| 10è | Nick Schultz         | Caja Rural-Seguros RGA      | + 0"       |

| \| Classificació general \| Classificació general \| Classificació general \| Classificació general \| Classificació general \| \| Corredor \| Corredor \| Equip \| Temps \| \| \| --------------------- \| --------------------- \| --------------------------- \| --------------------- \| --------------------- \| \| 1r \| Edvald Boasson Hagen \| Dimension Data \| 4h 13' 51" \| \| \| 2n \| Tosh Van der Sande \| Lotto-Soudal \| + 4" \| \| \| 3r \| Simon Gerrans \| Orica-Scott \| + 6" \| \| \| 4t \| Carl Fredrik Hagen \| Joker Icopal \| + 9" \| \| \| 5è \| August Jensen \| Team Coop \| + 10" \| \| \| 6è \| Sander Armée \| Lotto-Soudal \| + 10" \| \| \| 7è \| Maxime Daniel \| Fortuneo-Vital Concept \| + 10" \| \| \| 8è \| Jeroen Meijers \| Roompot-Nederlandse Loterij \| + 10" \| \| \| 9è \| Rasmus Guldhammer \| VéloCONCEPT \| + 10" \| \| \| 10è \| Tony Gallopin \| Lotto-Soudal \| + 10" \| \| |                      |                             |            |
| |                      |                             |            |
| Font: ProCyclingStats |                      |                             |            |
| Classificació general |                      |                             |            |
| Corredor | Corredor             | Equip                       | Temps      |
| 1r | Edvald Boasson Hagen | Dimension Data              | 4h 13' 51" |
| 2n | Tosh Van der Sande   | Lotto-Soudal                | + 4"       |
| 3r | Simon Gerrans        | Orica-Scott                 | + 6"       |
| 4t | Carl Fredrik Hagen   | Joker Icopal                | + 9"       |
| 5è | August Jensen        | Team Coop                   | + 10"      |
| 6è | Sander Armée         | Lotto-Soudal                | + 10"      |
| 7è | Maxime Daniel        | Fortuneo-Vital Concept      | + 10"      |
| 8è | Jeroen Meijers       | Roompot-Nederlandse Loterij | + 10"      |
| 9è | Rasmus Guldhammer    | VéloCONCEPT                 | + 10"      |
| 10è | Tony Gallopin        | Lotto-Soudal                | + 10"      |

### Etapa 2
| \| Classificació de l'etapa \| Classificació de l'etapa \| Classificació de l'etapa \| Classificació de l'etapa \| Classificació de l'etapa \| \| Corredor \| Corredor \| Equip \| Temps \| \| \| ------------------------ \| ------------------------ \| --------------------------- \| ------------------------ \| ------------------------ \| \| 1r \| Dylan Groenewegen \| LottoNL-Jumbo \| 4h 49' 53" \| \| \| 2n \| Kristoffer Halvorsen \| Joker Icopal \| + 0" \| \| \| 3r \| Edvald Boasson Hagen \| Dimension Data \| + 0" \| \| \| 4t \| Tom Van Asbroeck \| Cannondale-Drapac \| + 0" \| \| \| 5è \| André Looij \| Roompot-Nederlandse Loterij \| + 0" \| \| \| 6è \| Leigh Howard \| Aqua Blue Sport \| + 0" \| \| \| 7è \| Daniel McLay \| Fortuneo-Vital Concept \| + 0" \| \| \| 8è \| Aleksandr Pórsev \| Gazprom-RusVelo \| + 0" \| \| \| 9è \| August Jensen \| Team Coop \| + 0" \| \| \| 10è \| Mitchell Docker \| Orica-Scott \| + 0" \| \| |                      |                             |            |
| |                      |                             |            |
| Font: ProCyclingStats |                      |                             |            |
| Classificació de l'etapa |                      |                             |            |
| Corredor | Corredor             | Equip                       | Temps      |
| 1r | Dylan Groenewegen    | LottoNL-Jumbo               | 4h 49' 53" |
| 2n | Kristoffer Halvorsen | Joker Icopal                | + 0"       |
| 3r | Edvald Boasson Hagen | Dimension Data              | + 0"       |
| 4t | Tom Van Asbroeck     | Cannondale-Drapac           | + 0"       |
| 5è | André Looij          | Roompot-Nederlandse Loterij | + 0"       |
| 6è | Leigh Howard         | Aqua Blue Sport             | + 0"       |
| 7è | Daniel McLay         | Fortuneo-Vital Concept      | + 0"       |
| 8è | Aleksandr Pórsev     | Gazprom-RusVelo             | + 0"       |
| 9è | August Jensen        | Team Coop                   | + 0"       |
| 10è | Mitchell Docker      | Orica-Scott                 | + 0"       |

| \| Classificació general \| Classificació general \| Classificació general \| Classificació general \| Classificació general \| \| Corredor \| Corredor \| Equip \| Temps \| \| \| --------------------- \| --------------------- \| ------------------------ \| --------------------- \| --------------------- \| \| 1r \| Edvald Boasson Hagen \| Dimension Data \| 9h 03' 40" \| \| \| 2n \| Tosh Van der Sande \| Lotto-Soudal \| + 8" \| \| \| 3r \| Simon Gerrans \| Orica-Scott \| + 10" \| \| \| 4t \| Carl Fredrik Hagen \| Joker Icopal \| + 13" \| \| \| 5è \| August Jensen \| Team Coop \| + 14" \| \| \| 6è \| Rasmus Guldhammer \| VéloCONCEPT \| + 14" \| \| \| 7è \| Patrick Bevin \| Cannondale-Drapac \| + 14" \| \| \| 8è \| Aimé De Gendt \| Sport Vlaanderen-Baloise \| + 14" \| \| \| 9è \| Robert Power \| Orica-Scott \| + 14" \| \| \| 10è \| Nick Schultz \| Caja Rural-Seguros RGA \| + 14" \| \| |                      |                          |            |
| |                      |                          |            |
| Font: ProCyclingStats |                      |                          |            |
| Classificació general |                      |                          |            |
| Corredor | Corredor             | Equip                    | Temps      |
| 1r | Edvald Boasson Hagen | Dimension Data           | 9h 03' 40" |
| 2n | Tosh Van der Sande   | Lotto-Soudal             | + 8"       |
| 3r | Simon Gerrans        | Orica-Scott              | + 10"      |
| 4t | Carl Fredrik Hagen   | Joker Icopal             | + 13"      |
| 5è | August Jensen        | Team Coop                | + 14"      |
| 6è | Rasmus Guldhammer    | VéloCONCEPT              | + 14"      |
| 7è | Patrick Bevin        | Cannondale-Drapac        | + 14"      |
| 8è | Aimé De Gendt        | Sport Vlaanderen-Baloise | + 14"      |
| 9è | Robert Power         | Orica-Scott              | + 14"      |
| 10è | Nick Schultz         | Caja Rural-Seguros RGA   | + 14"      |

### Etape 3
| \| Classificació de l'etapa \| Classificació de l'etapa \| Classificació de l'etapa \| Classificació de l'etapa \| Classificació de l'etapa \| \| Corredor \| Corredor \| Equip \| Temps \| \| \| ------------------------ \| ------------------------ \| --------------------------- \| ------------------------ \| ------------------------ \| \| 1r \| Pieter Weening \| Roompot-Nederlandse Loterij \| 4h 37' 13" \| \| \| 2n \| Sander Armée \| Lotto-Soudal \| + 2" \| \| \| 3r \| Simon Gerrans \| Orica-Scott \| + 4" \| \| \| 4t \| Andreas Vangstad \| Sparebanken Sør \| + 7" \| \| \| 5è \| Alexander Kamp \| VéloCONCEPT \| + 7" \| \| \| 6è \| Nick Schultz \| Caja Rural-Seguros RGA \| + 7" \| \| \| 7è \| Tony Gallopin \| Lotto-Soudal \| + 7" \| \| \| 8è \| August Jensen \| Team Coop \| + 7" \| \| \| 9è \| Patrick Bevin \| Cannondale-Drapac \| + 7" \| \| \| 10è \| Lawrence Warbasse \| Aqua Blue Sport \| + 7" \| \| |                   |                             |            |
| |                   |                             |            |
| Font: ProCyclingStats |                   |                             |            |
| Classificació de l'etapa |                   |                             |            |
| Corredor | Corredor          | Equip                       | Temps      |
| 1r | Pieter Weening    | Roompot-Nederlandse Loterij | 4h 37' 13" |
| 2n | Sander Armée      | Lotto-Soudal                | + 2"       |
| 3r | Simon Gerrans     | Orica-Scott                 | + 4"       |
| 4t | Andreas Vangstad  | Sparebanken Sør             | + 7"       |
| 5è | Alexander Kamp    | VéloCONCEPT                 | + 7"       |
| 6è | Nick Schultz      | Caja Rural-Seguros RGA      | + 7"       |
| 7è | Tony Gallopin     | Lotto-Soudal                | + 7"       |
| 8è | August Jensen     | Team Coop                   | + 7"       |
| 9è | Patrick Bevin     | Cannondale-Drapac           | + 7"       |
| 10è | Lawrence Warbasse | Aqua Blue Sport             | + 7"       |

| \| Classificació general \| Classificació general \| Classificació general \| Classificació general \| Classificació general \| \| Corredor \| Corredor \| Equip \| Temps \| \| \| --------------------- \| --------------------- \| --------------------------- \| --------------------- \| --------------------- \| \| 1r \| Pieter Weening \| Roompot-Nederlandse Loterij \| 13h 40' 57" \| \| \| 2n \| Sander Armée \| Lotto-Soudal \| + 6" \| \| \| 3r \| Simon Gerrans \| Orica-Scott \| + 6" \| \| \| 4t \| Edvald Boasson Hagen \| Dimension Data \| + 12" \| \| \| 5è \| August Jensen \| Team Coop \| + 17" \| \| \| 6è \| Patrick Bevin \| Cannondale-Drapac \| + 17" \| \| \| 7è \| Nick Schultz \| Caja Rural-Seguros RGA \| + 17" \| \| \| 8è \| Lawrence Warbasse \| Aqua Blue Sport \| + 17" \| \| \| 9è \| Tony Gallopin \| Lotto-Soudal \| + 17" \| \| \| 10è \| Andreas Vangstad \| Sparebanken Sør \| + 17" \| \| |                      |                             |             |
| |                      |                             |             |
| Font: ProCyclingStats |                      |                             |             |
| Classificació general |                      |                             |             |
| Corredor | Corredor             | Equip                       | Temps       |
| 1r | Pieter Weening       | Roompot-Nederlandse Loterij | 13h 40' 57" |
| 2n | Sander Armée         | Lotto-Soudal                | + 6"        |
| 3r | Simon Gerrans        | Orica-Scott                 | + 6"        |
| 4t | Edvald Boasson Hagen | Dimension Data              | + 12"       |
| 5è | August Jensen        | Team Coop                   | + 17"       |
| 6è | Patrick Bevin        | Cannondale-Drapac           | + 17"       |
| 7è | Nick Schultz         | Caja Rural-Seguros RGA      | + 17"       |
| 8è | Lawrence Warbasse    | Aqua Blue Sport             | + 17"       |
| 9è | Tony Gallopin        | Lotto-Soudal                | + 17"       |
| 10è | Andreas Vangstad     | Sparebanken Sør             | + 17"       |

### Etapa 4
| \| Classificació de l'etapa \| Classificació de l'etapa \| Classificació de l'etapa \| Classificació de l'etapa \| Classificació de l'etapa \| \| Corredor \| Corredor \| Equip \| Temps \| \| \| ------------------------ \| ------------------------ \| ---------------------------- \| ------------------------ \| ------------------------ \| \| 1r \| Dylan Groenewegen \| LottoNL-Jumbo \| 4h 26' 43" \| \| \| 2n \| Edvald Boasson Hagen \| Dimension Data \| + 0" \| \| \| 3r \| August Jensen \| Team Coop \| + 0" \| \| \| 4t \| Simon Gerrans \| Orica-Scott \| + 0" \| \| \| 5è \| Tosh Van der Sande \| Lotto-Soudal \| + 0" \| \| \| 6è \| Justin Jules \| WB-Veranclassic-Aqua Protect \| + 0" \| \| \| 7è \| Tom Van Asbroeck \| Cannondale-Drapac \| + 0" \| \| \| 8è \| Patrick Bevin \| Cannondale-Drapac \| + 3" \| \| \| 9è \| Eliot Lietaer \| Sport Vlaanderen-Baloise \| + 3" \| \| \| 10è \| Anders Skaarseth \| Joker Icopal \| + 3" \| \| |                      |                              |            |
| |                      |                              |            |
| Font: ProCyclingStats |                      |                              |            |
| Classificació de l'etapa |                      |                              |            |
| Corredor | Corredor             | Equip                        | Temps      |
| 1r | Dylan Groenewegen    | LottoNL-Jumbo                | 4h 26' 43" |
| 2n | Edvald Boasson Hagen | Dimension Data               | + 0"       |
| 3r | August Jensen        | Team Coop                    | + 0"       |
| 4t | Simon Gerrans        | Orica-Scott                  | + 0"       |
| 5è | Tosh Van der Sande   | Lotto-Soudal                 | + 0"       |
| 6è | Justin Jules         | WB-Veranclassic-Aqua Protect | + 0"       |
| 7è | Tom Van Asbroeck     | Cannondale-Drapac            | + 0"       |
| 8è | Patrick Bevin        | Cannondale-Drapac            | + 3"       |
| 9è | Eliot Lietaer        | Sport Vlaanderen-Baloise     | + 3"       |
| 10è | Anders Skaarseth     | Joker Icopal                 | + 3"       |

| \| Classificació general \| Classificació general \| Classificació general \| Classificació general \| Classificació general \| \| Corredor \| Corredor \| Equip \| Temps \| \| \| --------------------- \| --------------------- \| --------------------------- \| --------------------- \| --------------------- \| \| 1r \| Pieter Weening \| Roompot-Nederlandse Loterij \| 18h 07' 43" \| \| \| 2n \| Edvald Boasson Hagen \| Dimension Data \| + 3" \| \| \| 3r \| Simon Gerrans \| Orica-Scott \| + 3" \| \| \| 4t \| Sander Armée \| Lotto-Soudal \| + 6" \| \| \| 5è \| August Jensen \| Team Coop \| + 10" \| \| \| 6è \| Patrick Bevin \| Cannondale-Drapac \| + 17" \| \| \| 7è \| Nick Schultz \| Caja Rural-Seguros RGA \| + 17" \| \| \| 8è \| Lawrence Warbasse \| Aqua Blue Sport \| + 17" \| \| \| 9è \| Andreas Vangstad \| Sparebanken Sør \| + 17" \| \| \| 10è \| Tony Gallopin \| Lotto-Soudal \| + 17" \| \| |                      |                             |             |
| |                      |                             |             |
| Font: ProCyclingStats |                      |                             |             |
| Classificació general |                      |                             |             |
| Corredor | Corredor             | Equip                       | Temps       |
| 1r | Pieter Weening       | Roompot-Nederlandse Loterij | 18h 07' 43" |
| 2n | Edvald Boasson Hagen | Dimension Data              | + 3"        |
| 3r | Simon Gerrans        | Orica-Scott                 | + 3"        |
| 4t | Sander Armée         | Lotto-Soudal                | + 6"        |
| 5è | August Jensen        | Team Coop                   | + 10"       |
| 6è | Patrick Bevin        | Cannondale-Drapac           | + 17"       |
| 7è | Nick Schultz         | Caja Rural-Seguros RGA      | + 17"       |
| 8è | Lawrence Warbasse    | Aqua Blue Sport             | + 17"       |
| 9è | Andreas Vangstad     | Sparebanken Sør             | + 17"       |
| 10è | Tony Gallopin        | Lotto-Soudal                | + 17"       |

### Etapa 5
| \| Classificació de l'etapa \| Classificació de l'etapa \| Classificació de l'etapa \| Classificació de l'etapa \| Classificació de l'etapa \| \| Corredor \| Corredor \| Equip \| Temps \| \| \| ------------------------ \| ------------------------ \| ---------------------------- \| ------------------------ \| ------------------------ \| \| 1r \| Edvald Boasson Hagen \| Dimension Data \| 3h 31' 44" \| \| \| 2n \| Simon Gerrans \| Orica-Scott \| + 0" \| \| \| 3r \| Tosh Van der Sande \| Lotto-Soudal \| + 0" \| \| \| 4t \| Patrick Bevin \| Cannondale-Drapac \| + 0" \| \| \| 5è \| August Jensen \| Team Coop \| + 0" \| \| \| 6è \| Anders Skaarseth \| Joker Icopal \| + 0" \| \| \| 7è \| Justin Jules \| WB-Veranclassic-Aqua Protect \| + 0" \| \| \| 8è \| Amund Grøndahl Jansen \| LottoNL-Jumbo \| + 0" \| \| \| 9è \| Armindo Fonseca \| Fortuneo-Vital Concept \| + 0" \| \| \| 10è \| Alexander Kamp \| VéloCONCEPT \| + 0" \| \| |                       |                              |            |
| |                       |                              |            |
| Font: ProCyclingStats |                       |                              |            |
| Classificació de l'etapa |                       |                              |            |
| Corredor | Corredor              | Equip                        | Temps      |
| 1r | Edvald Boasson Hagen  | Dimension Data               | 3h 31' 44" |
| 2n | Simon Gerrans         | Orica-Scott                  | + 0"       |
| 3r | Tosh Van der Sande    | Lotto-Soudal                 | + 0"       |
| 4t | Patrick Bevin         | Cannondale-Drapac            | + 0"       |
| 5è | August Jensen         | Team Coop                    | + 0"       |
| 6è | Anders Skaarseth      | Joker Icopal                 | + 0"       |
| 7è | Justin Jules          | WB-Veranclassic-Aqua Protect | + 0"       |
| 8è | Amund Grøndahl Jansen | LottoNL-Jumbo                | + 0"       |
| 9è | Armindo Fonseca       | Fortuneo-Vital Concept       | + 0"       |
| 10è | Alexander Kamp        | VéloCONCEPT                  | + 0"       |

## Classificació final
| \| Classificació general \| Classificació general \| Classificació general \| Classificació general \| Classificació general \| \| Corredor \| Corredor \| Equip \| Temps \| \| \| --------------------- \| --------------------- \| --------------------------- \| --------------------- \| --------------------- \| \| 1r \| Edvald Boasson Hagen \| Dimension Data \| 21h 39' 20" \| \| \| 2n \| Simon Gerrans \| Orica-Scott \| + 4" \| \| \| 3r \| Pieter Weening \| Roompot-Nederlandse Loterij \| + 10" \| \| \| 4t \| Sander Armée \| Lotto-Soudal \| + 16" \| \| \| 5è \| August Jensen \| Team Coop \| + 17" \| \| \| 6è \| Patrick Bevin \| Cannondale-Drapac \| + 24" \| \| \| 7è \| Nick Schultz \| Caja Rural-Seguros RGA \| + 27" \| \| \| 8è \| Lawrence Warbasse \| Aqua Blue Sport \| + 27" \| \| \| 9è \| Andreas Vangstad \| Sparebanken Sør \| + 27" \| \| \| 10è \| Tony Gallopin \| Lotto-Soudal \| + 27" \| \| |                      |                             |             |
| |                      |                             |             |
| Font: ProCyclingStats |                      |                             |             |
| Classificació general |                      |                             |             |
| Corredor | Corredor             | Equip                       | Temps       |
| 1r | Edvald Boasson Hagen | Dimension Data              | 21h 39' 20" |
| 2n | Simon Gerrans        | Orica-Scott                 | + 4"        |
| 3r | Pieter Weening       | Roompot-Nederlandse Loterij | + 10"       |
| 4t | Sander Armée         | Lotto-Soudal                | + 16"       |
| 5è | August Jensen        | Team Coop                   | + 17"       |
| 6è | Patrick Bevin        | Cannondale-Drapac           | + 24"       |
| 7è | Nick Schultz         | Caja Rural-Seguros RGA      | + 27"       |
| 8è | Lawrence Warbasse    | Aqua Blue Sport             | + 27"       |
| 9è | Andreas Vangstad     | Sparebanken Sør             | + 27"       |
| 10è | Tony Gallopin        | Lotto-Soudal                | + 27"       |

## Evolució de les classificacions
| Etapa                            | Classificació general | Classificació per punts | Classificació de la muntanya | Classificació dels joves | Classificació per equips |
| -------------------------------- | --------------------- | ----------------------- | ---------------------------- | ------------------------ | ------------------------ |
| 1.ª etapa (Edvald Boasson Hagen) | Edvald Boasson Hagen  | Edvald Boasson Hagen    | Juan Pablo Villegas          | Robert Power             | Lotto Soudal             |
| 2.ª etapa (Dylan Groenewegen)    | Edvald Boasson Hagen  | Edvald Boasson Hagen    | Preben Van Hecke             | Robert Power             | Lotto Soudal             |
| 3.ª etapa (Pieter Weening)       | Pieter Weening        | Edvald Boasson Hagen    | Preben Van Hecke             | Robert Power             | Lotto Soudal             |
| 4.ª etapa (Dylan Groenewegen)    | Pieter Weening        | Edvald Boasson Hagen    | Preben Van Hecke             | Tobias Foss              | Lotto Soudal             |
| 5.ª etapa (Edvald Boasson Hagen) | Edvald Boasson Hagen  | Edvald Boasson Hagen    | Preben Van Hecke             | Tobias Foss              | Lotto Soudal             |
| Classificació final              | Edvald Boasson Hagen  | Edvald Boasson Hagen    | Preben van Hecke             | Tobias Foss              | Lotto Soudal             |